# 石徹白村
石徹白村（いとしろむら）は、かつて福井県大野郡に存在した村である。
昭和の大合併の越境合併により、大部分が岐阜県郡上郡白鳥町（現・郡上市）に編入されたが、一部は大野郡和泉村（現・大野市）に編入された。

## 地理
九頭竜川の支流である石徹白川上流に存在した。現在福井県に属する区域（三面（さつら）、小谷堂（こたんどう））は村の南西部に当たる。
- 山：銚子ヶ峰、大日ヶ岳、野伏ヶ岳、願教寺山
- 河川：石徹白川

## 歴史
- 江戸時代 - この地域は越前国大野郡であったが、郡上藩領であった。
- 1755年（宝暦5年） - 白山中居神社の指導権をめぐっての神主派・神頭職派の争いがきっかけとなり、神頭職派の村民約500人が村から追放され、数十人が亡くなる（石徹白騒動）。
- 1886年（明治19年） - 大野郡上石徹白村、中石徹白村および下石徹白村が合併し、石徹白村が発足。
- 1889年（明治22年）4月1日 - 町村制の施行により、石徹白村、朝日前坂村、角野前坂村、板倉村、後野村、伊月村、川合村、貝皿村、朝日村、下山村、上大納村、下大納村、角野村、鷲村および長野村が合併し、下穴馬村が発足。
- 1896年（明治29年）5月1日 - 下穴馬村のうち、町村制施行前の石徹白村の区域が分立し、石徹白村が発足。
- 1958年（昭和33年）10月14日 - 三面および小谷堂の区域が和泉村に編入。
- 1958年（昭和33年）10月15日 - 残部（上在所、西在所、中在所および下在所）が岐阜県郡上郡白鳥町に編入。同日石徹白村廃止。

### 越境合併の経緯
石徹白村は岐阜県郡上郡白鳥町への越県編入を選択したが、これは石徹白村と福井県との間に様々な問題があり、その結果村民の大勢が岐阜県への編入を望んだという経緯がある。
- 1953年（昭和28年）、町村合併促進法が成立すると、福井県は九頭竜川上流の上穴馬村、下穴馬村、石徹白村の3村の合併を計画する[4]。この3村は穴馬郷として密接な関係にあったが、越美山地の山岳地帯のため相互の交通路は極めて悪く、冬場の積雪と雪崩によって遮断されることが多かった。このため、下穴馬村は合併に賛成であったが、石徹白村は合併に強く反対し独立存続を主張、上穴馬村も反対の立場であった。3村の足並みがそろわないこともあり、合併協議はたびたび中断する[注釈 2]。
- 1956年（昭和31年）、合併に反対の立場であった上穴馬村が合併賛成の立場に方針転換する。ただし上穴馬村と下穴馬村の2村合併であり、3村合併を主張する下穴馬村とは対立することとなる。また、石徹白村は単独村としての存続を求めていた。このような状況下、福井県は同年9月30日（合併促進法の失効期日）に上穴馬村と下穴馬村の合併を先行し、和泉村とすることを決定する[4]。この決定は石徹白村村民の感情を悪化させることとなった。
- 同年9月、福井県は石徹白村については、とりあえず独立村として残ることを認め、2年後に和泉村への編入を行うことを通達する。しかし、独立村として残ることを強く望んでいた石徹白村はこの通達に反発する。そのような中、隣接する岐阜県白鳥町との合併が村の実力者を中心に持ち上がる。石徹白村はかつて郡上藩領であり明治以降も岐阜県側との交流が盛んということもあるが、町村合併促進法の成立直後から白鳥町から越県合併の提案は行われていたという。一説では、石徹白村から福井県側への道路は雪崩や落石の危険があり、道路状況の改善を再三要請していたのにかかわらず、福井県は対応していなかったこともあるという（岐阜県側への道路も途絶していたが通行できないわけではなかった）。
- 同年10月、石徹白村は「独立村として残ることを認めなければ、岐阜県白鳥町からの越県合併の誘いを受ける」と福井県との交渉に持ちかけた。これに対し福井県は越県合併の動きを無視し、独立の要請を認めようとしなかった。この態度に村民は怒り、白鳥町との越境合併の約束を取り付ける。
- この状況に慌てた福井県は方針を転換、石徹白村の独立残存を認めようとしたが、すでに石徹白村全体が白鳥町との合併で合意がされた後であった[4]。福井県はなんとか阻止しようとしたがまとまらず、自治庁の裁定にゆだねられることとなる。
- 1958年（昭和33年）8月19日、和泉村に隣接する2集落（三面・小谷堂）を除く石徹白村を岐阜県白鳥町に編入させるという自治庁の裁定が閣議で了承される[4]。この裁定をもとに、石徹白村は1町1村へ分割編入となる。

## 学校
- 石徹白村立石徹白小学校 （現・郡上市立石徹白小学校）
  - 上在所冬季分校
  - 宮前分校 （小谷堂集落に所在）
  - 三面冬季分校
- 石徹白村立石徹白中学校 （1980年4月、白鳥中学校に併合）

## 名所・旧跡・観光スポット・祭事・催事
- 白山中居神社
- 石徹白の大杉

## 特産
- アマゴ